# Bané (peuple)
Pour les articles homonymes, voir Bane.
Les Bané (ou Bane, Bënë, Bënës) sont une population de langue bantoue d'Afrique centrale vivant au centre du Cameroun. Ils font partie du grand groupe des Beti.